# 045邪猿気違's

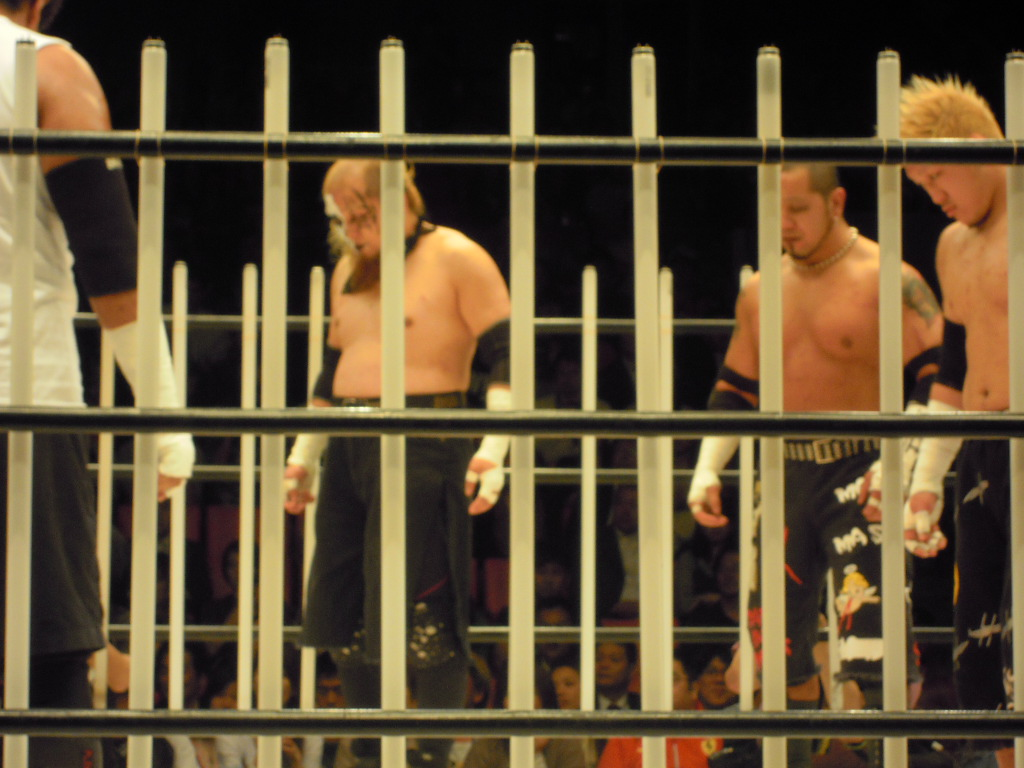
045邪猿気違's
"黒天使"沼澤邪鬼（左）葛西純（右）

045邪猿気違's（ゼロヨンゴ・ジャンキーズ）は、主に大日本プロレスで活動するタッグチーム。

## メンバー
- 葛西純（プロレスリングFREEDOMS）
- "黒天使"沼澤邪鬼（フリー）
- アブドーラ小林（大日本プロレス）

## 経歴
2005年6月8日、大日本プロレス横浜文体大会での「"黒天使"沼澤邪鬼デスマッチ7番勝負第6戦・カミソリ十字架ボードデスマッチ」終了後、対戦相手を務めた葛西純が、「スポーツライクな、爽やかなデスマッチをやっている」と、大日本のエース・伊東竜二のデスマッチ観に異論を唱え、「デスマッチは男臭いドロドロとした世界だ」と、同じ考えを持つ沼澤と意気投合。キチ○イタッグ結成に至る。
「キチ○イ」と書かれたセクシーパンツ姿にもなり、ファンを沸かせていたが、10月下旬、葛西の内臓疾患による欠場により、活動休止を余儀なくされる。
葛西欠場の間、沼澤はMEN'Sテイオーをパートナーに活動。葛西本人も、治療の合間を縫って肉体改造に成功。
2006年、葛西の復帰に伴い4月22日札幌テイセンホール大会より活動再開。
9月以降、対戦する機会が多くなり、沼澤のBJW認定デスマッチヘビー級王座挑戦などもあり、解散の噂がささやかれたが、逆に結束は高まり、解散は回避された。
2007年、アパッチプロレス軍に活動範囲を拡大。6月24日アパッチ後楽園ホール大会で、WEWタッグ王者決定トーナメントに出場し、チーム初のタイトルを獲得、会場に「キチ○イ」コールを巻き起こした。

## 名前の由来
- 「045」は大日本プロレス本社のある横浜市の市外局番である。
  - なお、地方大会でコンビを組むときはその土地の市外局番に変わる場合がある。(例:名古屋大会での「052」邪猿気違's)
- 「邪」は沼澤邪鬼の邪。
- 「猿」は葛西純のニックネームである｢クレイジー・モンキー｣から。
- 「気違's」はキチ○イの2人という意味である。

## その他
葛西はアイスリボンに所属する女子レスラーである松本都と「385都猿気違's（サンハチゴ・ミャンキーズ）」を結成し、インターナショナル・リボンタッグ王座を獲得している。また、葛西、沼澤、松本の3人で「385邪猿気違's（ミヤコ・ジャンキーズ）」を組みDDTプロレスリングのKO-D6人タッグ王座に挑戦したこともある。